# Area marina protetta Costa degli Infreschi e della Masseta
L'area marina protetta Costa degli Infreschi e della Masseta è un'area marina protetta della regione Campania istituita nel 2009.
Occupa una superficie di 2232 ha a mare, a cui si aggiunge un ettaro di costa, nella provincia di Salerno Si estende nell'area costiera fra Marina di Camerota, nel comune di Camerota, e Scario, nel comune di San Giovanni a Piro; all'interno del Parco nazionale del Cilento e Vallo di Diano.

## Flora

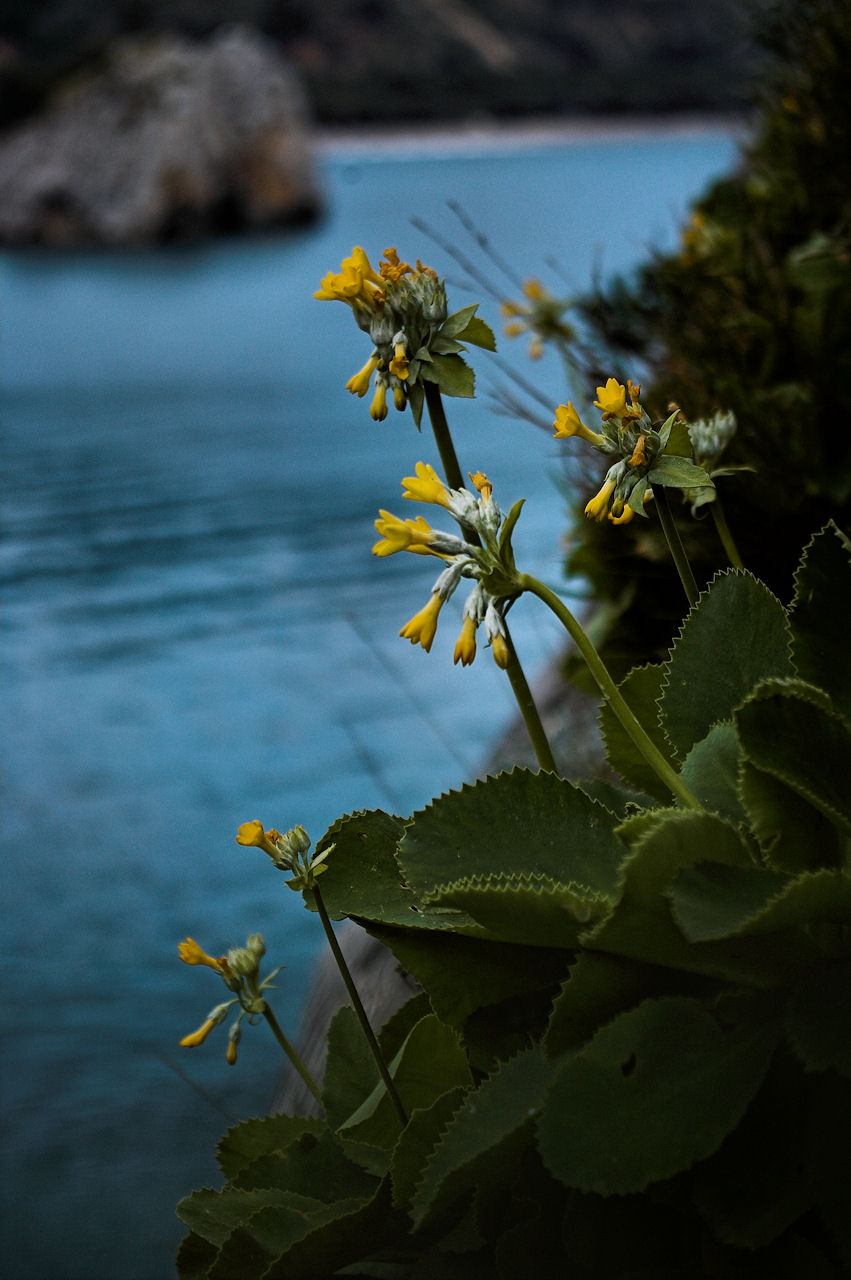
Fioriture di primula di Palinuro

Tra le specie floristiche di pregio, si segnala, nell'area, la presenza di un raro endemismo, Primula palinuri

## Punti di interesse
Numerose le grotte sommerse, tra le quali spicca la Grotta dell'Alabastro.
Interessanti ritrovamenti dell'uomo di Neanderthal presso la grotta del Molare (o della Molara), custoditi nel museo di Scario.
Spiagge raggiungibili da Scario con un servizio di barche: Sciabica, spiaggia dei gabbiani, spiagge gemelle, vallone di Marcellino (o spiaggia dei francesi), fino a punta Iscolelli. L'area si affaccia nel golfo di Policastro. Il punto di maggior attrazione turistica dell'intera area è Porto Infreschi (Lentiscosa) con la sua spiaggetta.

## Accessi
Il punto di accesso più vicino è La Francesca di Scario, nella baia subito prima di Punta Spinosa, dove inizia l'Area protetta